# Raʾs-at-Tīn-Palast

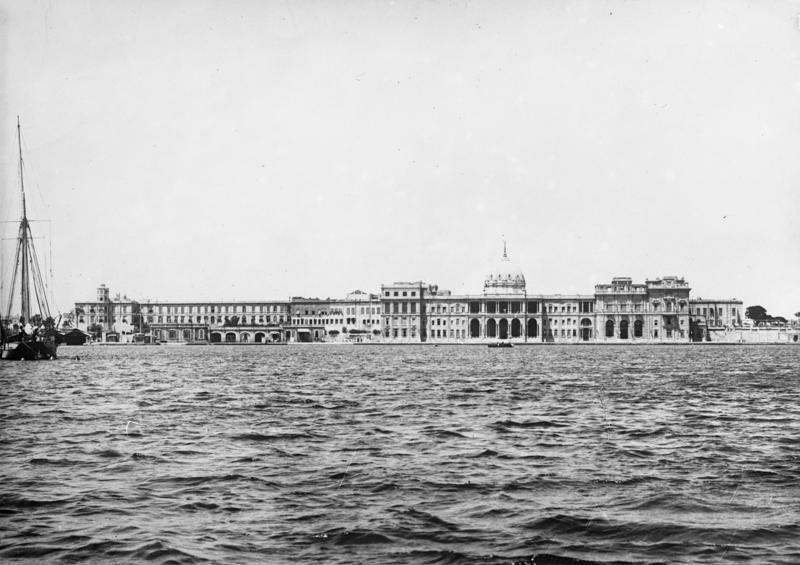
Ras el-Tin Palace

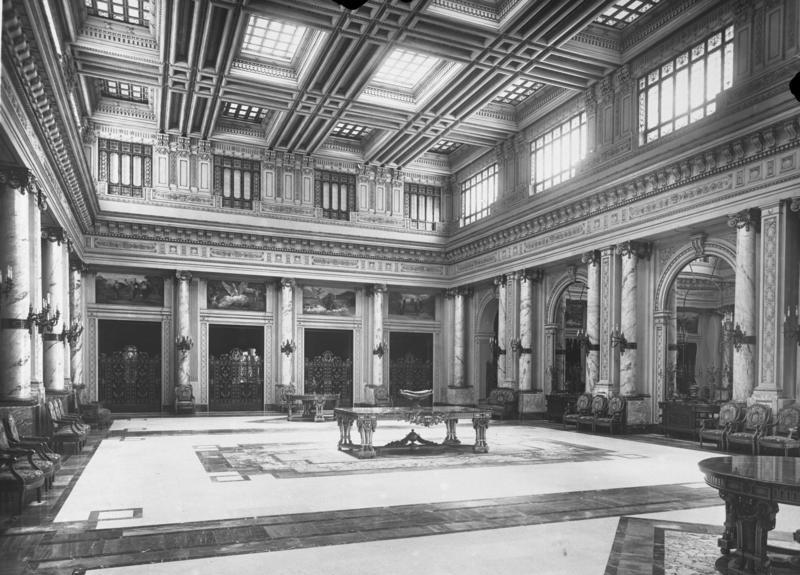
Ras el-Tin Palace, ehem. Thronsaal

Der Raʾs-at-Tīn-Palast (arabisch قصر رأس التين, DMG Qaṣr Raʾs at-Tīn) ist ein ehemaliger Königspalast an der Mittelmeerküste in Alexandria, der im frühen neunzehnten Jahrhundert erbaut wurde. Er zeigt deutlich die Einflüsse verschiedener Baustile. Im Verlauf der Zeit wurde er mehrfach umgebaut und erweitert. Daran beteiligt waren eine Reihe europäischer, meist italienischer Architekten und Ingenieure. Er wird bis heute als Regierungsgebäude genutzt und ist somit der älteste noch in Benutzung befindliche Palast Ägyptens. 